# Потереба
Потереба (укр. Потереба) — село в Славутском районе Хмельницкой области Украины.
Население по переписи 2001 года составляло 111 человек. Почтовый индекс — 30061. Телефонный код — 3842. Занимает площадь 0,56 км². Код КОАТУУ — 6823984703.

## Местный совет
30061, Хмельницкая обл., Славутский р-н, с. Лисичье